# Обезьянка Фипс
«Обезьянка Фипс» (эст. Ahvipoeg Fips) — советский кукольный мультфильм 1968 года, созданный режиссёром Эльбертом Тугановым на студии «Таллинфильм» по мотивам одноимённого комикса-сказки немецкого художника и поэта Вильгельма Буша.

## Сюжет
История озорной обезьянки, которую из джунглей Африки привезли в цивилизованный город, где ей пришлось сменить несколько хозяев. Но настоящая обезьянка никогда не забудет свои джунгли...

## Создатели
- Сценарист и режиссёр: Эльберт Туганов
- Художник: Хенно Кяо
- Оператор: Арво Нуут
- Аниматоры: Аарне Ахи,Хейки Кримм
- Композитор: Юло Винтер
- Куклы и декорации изготовили: Пеэтер Кюннапу, Тилт Люттер, Ильмар Тамре, Урве Сунни, Пила Ярвила
- Редактор: Сильвия Кийк
- Директор: Владимир Коринфский
- Старший администратор: Аита Хелм
- Бухгалтера: Хилма Лаос, Аста Туулсемае
- Ассистент режиссера: Мири Кресс
- Ассистенты оператора: Симо Вазард, Мартти Вери
- Ассистенты художника: Вииу Сиймер, Пила Ярвила
- Реквизитор: Лайне Кадакас

## Критика
В работе прослеживается влияние чешского аниматора Иржи Трнка.

## Награды
Лучший кукольный фильм - диплом кинофестиваля республик Прибалтики, Белоруссии и Молдавии — «Большой янтарь» 1969 года.